# Godland (película de 2022)
Godland (en islandés: Volaða land, en danés: Vanskabte Land) es una película dramática de coproducción internacional dirigida por Hlynur Pálmason y estrenada en 2022. Ambientada a fines del siglo XIX, la película está protagonizada por Elliott Crosset Hove como Lucas, un sacerdote luterano de Dinamarca que es enviado a Islandia para supervisar el establecimiento de una nueva iglesia parroquial, solo para ver su fe puesta a prueba y desafiada por las duras condiciones de la vida rural.
La película se estrenó en la sección Un Certain Regard en el Festival de Cine de Cannes de 2022 y tuvo su estreno en América del Norte en el Festival Internacional de Cine de Toronto de 2022.
Fue seleccionada como la candidata islandesa a la mejor película internacional en los Premios Óscar 2024.

## Sinopsis
A fines del siglo XIX, el sacerdote danés Lucas tiene la tarea de viajar a Islandia (que en ese momento era un territorio danés remoto) y construir una iglesia en un asentamiento danés. Toma una cámara para documentar la tierra y viaja en bote con varios trabajadores islandeses y un traductor (Hilmar Guðjónsson), quien es el único aliado y conexión de Lucas con el resto del grupo. Cuando llegan, se encuentran con su guía, Ragnar, que desconfía de los daneses.
Mientras viaja, el grupo se encuentra con un río profundo y embravecido que, a pesar de las advertencias de Ragnar, Lucas insiste en vadear. Tanto el traductor como una gran cruz se caen de sus caballos y el traductor se ahoga. Lo entierran en una tumba poco profunda que pronto es descubierta por la marea creciente. Lucas, afligido por el dolor, se vuelve retraído y hosco, orando a Dios para que le permita regresar a Dinamarca. Se desmaya de agotamiento y cae de su caballo a un barranco y casi muere y el grupo continúa sin él. Más tarde, se muestra que el grupo llegó al asentamiento donde un hombre llamado Carl y sus hijas, Anna e Ida, cuidan a Lucas hasta que recupera la salud.
El pueblo se une para construir la iglesia y celebra ocasiones dentro de ella. Cuando una pareja se casa, Lucas se niega a realizar la ceremonia cuando la iglesia aún no está terminada. Durante la recepción de la boda, se juegan juegos de lucha tradicionales y Carl elige ir contra Lucas, quien gana y luego se ve obligado a luchar contra Ragnar, donde se siente una tensión palpable.
Cuando Lucas se hace amigo de Ida y desarrolla una atracción por Anna, su caballo desaparece y luego lo encuentran muerto. Cuando se completa la iglesia, Ragnar encuentra a Lucas fuera del pueblo y le pide que le tomen una foto antes de irse, pero Lucas se niega y lo insulta. Ragnar revela que, de hecho, habla danés y ha hecho muchas cosas malas, como dejar morir a Lucas y matar a su caballo. Pide las oraciones de Lucas. En cambio, Lucas se rompe y lo ataca, golpeando la cabeza de Ragnar contra las rocas y matándolo. Lucas regresa con Anna y descarta su equipo de cámara, y los dos tienen relaciones sexuales. Carl advierte a Anna que no se involucre más con Lucas porque cree que Lucas es un hombre débil y tonto.
Durante el primer servicio de Lucas en la iglesia terminada, el perro de Ragnar interrumpe ladrando continuamente afuera. Cuando sale a calmarlo, resbala en el barro y se ensucia la túnica y la cara. La presencia del perro lo asusta y roba uno de los caballos de Ida y huye. Carl lo persigue a pesar de la petición de Anna de que no dañe a Lucas. Carl lo alcanza y sorprende a Lucas apuñalándolo hasta la muerte, diciendo que todos creerán que simplemente se cayó del caballo. Algún tiempo después, Ida encuentra el esqueleto de Lucas y entre lágrimas le dice que pronto será parte de la naturaleza.

## Reparto y personajes
- Elliott Crosset Hove como Lucas
- Ingvar Eggert Sigurðsson como Ragnar
- Jacob Lohmann como Carl
- Vic Carmen Sonne como Anna
- Ída Mekkín Hlynsdóttir como Ida
- Hilmar Guðjónsson como traductor

## Fotografías en placa húmeda
En la apertura de la película, una tarjeta de título dice:

"En Islandia se encontró una caja con siete fotografías de placa húmeda tomadas por un sacerdote danés. Estas imágenes son las primeras fotografías de la costa sureste. Esta película se inspira en estas fotografías."

Sin embargo, estas imágenes nunca existieron. Hlynur inventó la historia para ayudar a inspirar el proceso de filmación. Como parte de la filmación, se tomaron varias fotografías en placa húmeda, una de las cuales se utilizó para el póster de la película.

## Recepción
En el agregador de reseñas Rotten Tomatoes, la película tiene un índice de aprobación del 88% de los críticos según 17 reseñas, con una calificación promedio de 8.1/10. En Metacritic, la película tiene una puntuación media de 79 sobre 100 basada en 6 reseñas, lo que indica "críticas generalmente favorables".

## Premios
La película fue seleccionada como la presentación de Dinamarca de 2022 para el Premio de Cine del Consejo Nórdico .